# Кингпин
Кингпи́н (англ. Kingpin), настоящее имя — Уи́лсон Грант Фиск (англ. Wilson Grant Fisk) — суперзлодей вселенной Marvel Comics, заклятый враг Сорвиголовы и один из главных врагов Человека-паука и Карателя. Впервые появился в комиксе The Amazing Spider-Man #50 (июль 1967). Его создателями являются Стэн Ли и Джон Ромита-старший.
Уилсон Фиск — король преступного мира Нью-Йорка, один из самых богатых и влиятельных людей во всём мире. Он обладает огромным ростом и избыточным весом, при этом большую часть его массы составляют мышцы. Кингпин носит белый пиджак. Он вооружён тростью с бриллиантовым набалдашником.
Впоследствии Кингпин появлялся в различного рода мерчендайзе (одежды, игрушки, коллекционные карточки, мультсериалы и видеоигры). В 2003 году персонаж появился в фильме «Сорвиголова» в качестве главного антагониста, в котором его роль исполнил знаменитый американский актёр Майкл Кларк Дункан. В рамках Кинематографической вселенной MarveI роль Кингпина исполняет Винсент Д’ Онофрио.

## История публикаций
Первое появление Кингпина состоялось в Amazing Spider-Man Vol 1 #50 (Июль, 1967). Персонаж был создан сценаристом Стэном Ли и художником Джоном Ромитой. Учитывая, что Человек-Паук сражается с другими криминальными боссами вроде Большого босса, Криминального мастера и Зелёного гоблина, Стэн Ли хотел создать мафиози, для которого преступления были не больше, чем просто бизнес. Желая создать злодея, который мог объединить преступность в одну большую криминальную империю под его командованием, а также главенствовать над другими криминальными боссами, Стэн Ли и Джон Ромита создали Уилсона Фиска, чьим прообразом послужил знаменитый английский актёр Сидни Гринстрит.
Стремясь расширить характер персонажа и сделать его более «человечным», в Amazing Spider-Man Vol 1 #70 (Март, 1969) Стэн Ли показал Кингпина женатым мужчиной, тем самым показав, что в свободное от преступности время Кингпин является верным мужем, который заботится о своей семье так же, как он заботится о своей большой криминальной империи. В Amazing Spider-Man Vol 1 #83 (Апрель, 1970) появился сын Кингпина — Ричард Фиск, которого Кингпин считал недостойным, ввиду его слабости и депрессивности.
В начале 80-х история персонажа была существенно переработана. Кингпин стал основным злодеем комиксов о Сорвиголове. Первое серьёзное появление Фиска состоялось в Daredevil Vol 1 #170 (Май, 1981). Кингпин остаётся главным врагом Сорвиголовы на протяжении нескольких десятилетий. Время от времени он так же противостоит Человеку-Пауку и Карателю.

## Биография
Уилсон Фиск родился в Бронксе и начал свой путь бедным ребёнком, которого одноклассники высмеивали за избыточный вес. Устав от постоянных нападок задир, Фиск начал заниматься борьбой. Достигнув в ней значительного успеха, Уилсон использовал всю свою силу для того, чтобы запугать хулиганов и собрать их в свою банду. Так начиналась преступная карьера самого успешного преступника Нью-Йорка. Изначально его банда была очень мала, но только до того, как он встретился с криминальным авторитетом города — Доном Риголетто. Фиск стал сначала телохранителем, а потом и правой рукой Дона. Позже Фиск жестоко расправился с Риголетто и взял под контроль его банду, став таким образом самым влиятельным преступником в городе.
Кингпин оставался королём всего криминального мира Нью-Йорка ещё долгое время. Конечно, он нажил себе большое множество врагов из других преступных банд, которые впоследствии объединились вместе для того, чтобы свергнуть Кингпина. Фиск был вынужден бежать в Японию. Там он открыл свой преступный бизнес, для того, чтобы привести в порядок своё финансовое состояние. После накопления достаточного количества денег Фиск вернулся в Нью-Йорк и развязал войну между гангстерами. Ввергнув криминальный мир в хаос, Фиск сумел получить над ним контроль и занять ещё более прочные позиции, чем ранее.

## Силы и способности
Кингпин не имеет никаких сверхчеловеческих способностей, однако он невероятно силён и вынослив. В мультсериале Человек-паук (1994—1998) Кингпин говорит, что 2 % его массы составляет жир, а остальные 158 кг веса способны на многое. Кингпин — знаток многих техник боя с оружием и без, среди них сумо и джиу-джитсу. Его любимый боевой приём — медвежий захват. Кингпин всегда носит под одеждой кевларовую броню и иногда имеет при себе трость, в которой скрыт лазер, способный сжечь вблизи пистолет и человеческую голову. Также Кингпин носит декоративную алмазную булавку на галстуке, которая скрывает сильно сжатую, большую дозу усыпляющего газа, которая эффективна при распылении вблизи. Иногда он проявляет интерес к чужим технологиям, и может попробовать взять их под свой контроль (как в случае с бронёй Гладиатора или щупальцами Доктора Осьминога). Из-за своего богатства и доступа к высоким технологиям Кингпин мог использовать гораздо более передовую технику, но он предпочитает использовать их как последнее боевое средство. А также у него хорошая сила воли.

## Альтернативные версии

### Marvel 1602
В этой вселенной Фиск является морским пиратом по прозвищу Кинг-Пин и капитаном H.M.S. Vanessa. Он известен тем, что никогда не щадит выживших людей после его нападения. Фиск атакует Майский цветок, на борту которого находятся Питер Паркер и Норман Осборн. Кинг Пин практически топит корабль, однако Паркеру удаётся обхитрить его, а затем он с лёгкостью побеждает его, скинув в воду. С этого момента Фиск начал помышлять о мести Паркеру.

### Marvel Zombies
Впервые Кингпин появляется в  Marvel Zombies vs. The Army of Darkness #2. Он предлагает Карателю союз, чтобы попытаться спасти человечество от атаки зомби, однако вместо этого Каратель убивает Фиска и его подчинённых. Впоследствии Кингпин появляется в Marvel Zombies 3, где возглавляет орду зомби, которые собираются вторгнуться на Землю-616. Помимо этого, Кингпин использует машину, которая клонирует неинфицированных людей, а затем их съедают зомби. Однако из-за того, что Человек-машина уничтожает эту машину, Фиску приходится съесть собственную жену.

### Ultimate Marvel
Кингпин в Ultimate Marvel мало чем отличается от своего оригинала: здесь он такой же лысый, толстый и большой человек, который носит официальные костюмы и иногда использует трость. Он является главой преступного мира Нью-Йорка. При предъявлении каких-либо судебных обвинений он откупается деньгами. Он владеет многими заведениями в Нью-Йорке, такими как Макдоналдс на Таймс-сквер. На него работают такие люди как Электра, Электро и Громилы. Как и в оригинале у Кингпина есть жена Ванесса, которая находится в коме по непонятным причинам. Фиск умудряется параллельно сражаться с такими героями как Человек-паук, Чёрная кошка, Лунный рыцарь, Железный кулак и Шан-Чи.
Кингпин появляется впервые, когда Человек-Паук забирается в его особняк, во время банкета. Тогда же Электро побеждает Человека-Паука, а Кингпин снимает с него маску, узнав, что супергерой ещё совсем ребёнок. После этого он выбрасывает его в окно. Маску Человека-Паука он надевает на Мистера Бига, после чего раздавливает его голову своими голыми руками. Когда Человек-Паук доставляет компромат на Кингпина в Дейли Бьюгл, тому приходится временно уехать из Нью-Йорка. Вскоре он вернулся в город и был полностью оправдан. Некоторое время спустя загадочная воровка по имени Чёрная кошка украла его манускрипт. Он нанял Электра, чтобы убить её, и вскоре выяснил, что за маской скрывается Фелиция Харди, которая хотела отомстить ему за судьбу своего отца. Кингпин чуть не убил её, но на его пути опять встал Человек-Паук, а Фелиция утопила манускрипт. С его помощью Фиск хотел вылечить свою жену Ванессу.
Известно, что на него работала капитан полиции Джин ДеВулфф, перед тем как её разоблачил и убил Каратель. Её смерть весьма опечалила Кингпина, что намекает на возможный роман между ними.
Некоторое время спустя Кингпин купил права на использования образа Человека-Паука, благодаря чему получал значительную прибыль с продажи товаров о супергерое. Когда Железный кулак предаёт Рыцарей, чья цель заключалась в уничтожении Кингпина, он говорит ему настоящее имя Сорвиголовы и личность Ронина, с помощью которого Фиск и похищает Паука. Он сильно избивает его и говорит, что теперь он принадлежит ему. Он угрожает Человеку-Пауку, что узнает его имя и нанесёт удар по его родным, если тот и Рыцари ещё раз попытаются тронуть его. Тогда же он избивает Ронина и его тело сбрасывают в реку. Некоторое время спустя в его офис проникает обезумевший Сорвиголова и угрожает убить его жену. Человеку-Пауку удаётся переубедить товарища и тот требует, чтобы Кингпин убрался из страны.
После этого Кингпин требует, чтобы его люди взорвали школу Человека-Паука, а также убили Сорвиголову, однако в тот же момент его арестовывает полиция. К сожалению для Фиска Ронину/Лунному рыцарю удалось выжить и он рассказал полиции о том, что Фиск собирался убить его. Таким образом, Кингпин наконец-то попадает в тюрьму.
После событий Ultimatum доказательства вины Фиска были утеряны, отчего его юристам удалось очистить его имя. Надеясь восстановить себя как Кингпина, Фиск вернулся в Нью-Йорк. Там он столкнулся с Мистерио, тот убил его, выкинув в окно. Тогда же Фиск был признан мёртвым.

### Marvel Noir
Во вселенной Marvel Noir Кингпин изображён как криминальный босс. Он заключает сговор с Мистерио для того чтобы добыть кровь Человека-Паука.

## Вне комиксов

### Телевидение
- Впервые Кингпин появился в мультсериале 1967 года «Человек-паук», где его озвучил Том Харви. Его подручные похищают Джей Джону Джеймсона, когда тот разоблачает его в своей газете. Тем не менее Человеку-Пауку удаётся спасти своего босса, в то время как Фиск сбегает. Во второй раз Кингпин появляется как хозяин клуба, где работает Мэри Джейн Уотсон. Человек-Паук вновь нарушает его планы, а самого Фиска и его приспешников арестовывает полиция.
- В мультсериале «Женщина-паук» (1979) Кингпин появляется в эпизоде «Кингпин снова наносит удар». Там его побеждает Женщина-Паук.
- Появляется в мультсериале «Человек-паук и его удивительные друзья», в серии «Пешки Кингпина».
- Кингпин появляется в мультсериале «Человек-паук» 1981 года, где его озвучил Стэн Джонс. В одной из серии Человек-Паук побеждает его в самолёте. Фиск успевает выпрыгнуть из горящего самолёта и приземляется на свиноферму, где его передают властям.
- В мультсериале «Человек-паук» 1994 года Кингпин является одним из главных противников Человека-Паука. Здесь его озвучил Роско Ли Браун. В русском переводе назван Амбалом.
- Персонаж появляется в мультсериале «Человек-паук» 2003 года, в эпизоде «Royal Scam». Его озвучил Майкл Кларк Дункан. Здесь Кингпин обманул Человека-Паука, приказав тому украсть чип у преступников (на самом деле они оказались невинными учёными). Человек-Паук вскоре понял, что его обманули (о чём узнаёт, когда видит агента ФБР актёром театра) и с помощью реальных ФБР, Человек-Паук отправил Кингпина за решётку после противостояния в одном из вертолётов головореза. Когда вертолёт падал, они оба успешно выбрались, но из-за огромного веса Кингпин упал. Однако, супергерой спас его и велел ФБР арестовать его. В этом мультсериале Кингпин использует трость с красными бриллиантами, способную стрелять лазерами.

### Кинематографическая вселенная Marvel
В рамках Кинематографической вселенной MarveI роль Уилсона Фиска исполнил Винсент Д’Онофрио.
По состоянию на 2023 год персонаж появлялся в трёх телесериалах: «Сорвиголова» (2015—2018, Marvel Television), «Соколиный глаз» (2021, Marvel Studios) и «Эхо» (2024, Marvel Studios). Впоследствии Уилсон Фиск появится в сериале «Сорвиголова: Рождённый заново» (2025, Marvel Studios).

### Театр
- В мюзикле «Spider-Man: Turn Off the Dark» Кингпин вместе с Кувалдой грабит банк, прежде чем их останавливает Человек-Паук.

### Кино

Майкл Кларк Дункан в роли Кингпина в фильме «Сорвиголова» (2003)

- Первое появление Кингпина на большом экране состоялось в фильме «Невероятный Халк: Испытание» 1989 года, где его роль исполнял Джон Рис-Дэвис. По сюжету фильма Кингпин подставляет Дэвида Бэннера. Сорвиголова, который является давним врагом Фиска, объединяется с Халком. Вместе им удаётся расстроить планы Кингпина, однако сам злодей сбегает.
- В фильме «Сорвиголова» Кингпин является главным врагом героя, он ответственен за убийство отца Сорвиголовы. Хотя Майкл Кларк Дункан — афроамериканец, а в комиксе Кингпин — белый, студия решила использовать Дункана, который своим большим ростом вызывал страх[13]. В начале Кингпин работает на преступного авторитета по имени Фэйлон, нанявшем его для убийства Джека «Дьявола» Мёрдока после того, как тот отказался бросить борьбу. Годы спустя, Уилсон Фиск стал криминальным боссом с собственными правилами и успешно скрывает свои незаконные действия от общества, хотя СМИ считают, что именно Кингпин управляет всеми преступлениями в городе. Он нанимает наёмного убийцу по имени Меченый, чтобы устранить Николаса Начиоса (участвовавшем в судебном процессе против Кингпина). Хотя тот выполняет это, Фиск хочет, чтобы вся семья Начиоса была убита и предлагает убийце прикончить дочь Начиоса, Электру, вместе с Сорвиголовой. После того, как Меченый убивает Электру (о дальнейшей её судьбе повествует фильм «Электра»), его побеждает Сорвиголова, понявший что Фиск и является Кингпином. После этого Сорвиголова отправляется к Фиску. Тот избивает героя, узнав, что он — Мэтт Мёрдок, которого он встретил до смерти Николаса Начиоса. Сорвиголова включает спринклерную систему в офисе Фиска, таким образом получив возможность лучше видеть своего противника и ломает ему ноги. Сорвиголова оставляет Фиска полицейским, а тот угрожает рассказать всем, кем является Сорвиголова. Мэтт отвечает, что признание в тюрьме того, что его победил слепой человек, будет эквивалентом самоубийства. Однако Кингпин клянётся, что он в конечном счёте выйдет из тюрьмы и убьёт Сорвиголову.
- Лев Шрайбер озвучил Кингпина в мультфильме Человек-паук: Через вселенные. Во время очередной драки против Человека-паука, его заметила Ванесса Фиск вместе с сыном, испугавшись уехали, попали в аварию и погибли. Фиск пытался создать машину для перемещения в параллельные миры, чтобы найти другую живую версию своей погибшей семьи.

### Видеоигры
- Кингпин является финальным боссом игры The Punisher для NES.
- В Spider-Man: The Video Game Кингпин был последним боссом третьего уровня.
- В игре The Amazing Spider-Man vs. The Kingpin Кингпин является главным злодеем и, соответственно, финальным боссом.
- В The Punisher 1993 года является финальным боссом. После победы над ним, а также заключительного рассказа выясняется, что полиция не смогла найти его тело среди руин здания, намекая на то, что Кингпин выжил.
- Кингпин является главным антагонистом игры адаптации фильма Daredevil для Game Boy Advance[34]. По сюжету он назначает награду за голову Сорвиголовы, что, как позже выяснилось, оказалось неправдой. Сорвиголова допрашивает Фиска в его доме, где тот рассказывает Сорвиголове, что благодаря ему все его конкуренты были устранены. После этого герой побеждает Кингпина, однако тот избегает тюрьмы.
- Кингпин является боссом игры Spider-Man: Battle for New York, где его озвучил Стивен Стэнтон[35].
- Дэвид Соболов озвучил Кингпина в игре The Punisher 2005 года. Под конец игры он является единственным злодеем, которого Каратель посчитал невиновным. И одним из двоих (наравне с Меченым) кого он не убил.
- В игре Spider-Man 3 Кингпин показан как криминальный босс, которые прикрывается общественной деятельностью. Сначала Человек-Паук получает задание сфотографировать его в здании окружного суда. Сам Фиск способствует побегу лидеров трёх преступных группировок — Апокалипсиса, Сладкой отравы, и Ордена драконохвостых. После этого Человек-Паук проникает в особняк Фиска, где вступает в бой с ним, однако проигрывает. Затем он сражается с лидерами преступных группировок и вновь сражается с Фиском. На этот раз он побеждает и, будучи одурманенным симбиотом Веномом выбрасывает Кингпина в окно. Впоследствии Человек-Паук не обнаруживает его тело, однако неизвестно, выжил Кингпин или нет.
- Грегг Бергер озвучил Кингпина в Spider-Man: Web of Shadows. Здесь он является владельцем Wilson Fisk Industries.
- В игре Marvel vs. Capcom 3: Fate of Two Worlds Кингпин появляется в эпилоге вместе с Чун Ли, которая жестоко избивает его, а затем арестовывает.
- Джим Каммингс озвучил Кингпина в игре «Marvel Heroes».
- В Lego Marvel Super Heroes Кингпин является играбельным персонажем.
- Фиск появляется в игре Marvel: Avengers Alliance для Facebook.
- Один из боссов игры The Amazing Spider-Man 2.
- Появляется в видеоигре Spider-Man 2018 года. Роль озвучили Трэвис Уиллингем, в русскоязычной версии — Михаил Сушков. В начале игры Человек-Паук помогает нью-йоркской полиции разоблачить незаконную деятельность Фиска и арестовывает его в собственном небоскрёбе.
- Кингпин появился в игре Marvel’s Spider-Man: Miles Morales (2020) в качестве камео.
- Один из играбельных персонажей в игре Marvel: Future Fight где появляется в классическом виде и альтернативном (Тайные войны: Войны в доспехах)
- Кингпин появился в игре Spider-Man 2 (2023) в качестве камео[36].

### Музыка
- Настоящее имя Кингпина используется в названии английской группы «Wilson Fisk»[37].

## Критика и отзывы
- В 2009 году Кингпин занял 10 место в списке «100 величайших злодеев комиксов» по версии IGN[38].
- В 2016 году журнал Rolling Stone поместил Уилсона Фиска из сериала «Сорвиголова» на 26 позицию в своём списке «40 величайших телевизионных злодеев всех времён»[39].